# Жёлудь, Анна
А́нна Жёлудь (настоящее имя — А́нна Андре́евна Желудко́вская; 26 октября 1981, Ленинград — 4 июня 2025, Московская область) — российская художница.

## Биография
Родилась 26 октября 1981 года в городе Ленинграде. Училась в Санкт-Петербургском художественном училище им. Н. К. Рериха, Санкт-Петербургской государственной художественно-промышленной академии им. А. Л. Штиглица.
В 2005—2006 годах нашла узнаваемый почерк опустошенных вещей. Первые объекты из арматуры, лишённые материальности, были показаны на выставке «Музей меня» в галерее «Арт-стрелка» в 2007 году. 2008—2009 годы стали пиком творческой карьеры Ани Жёлудь, на тот момент ей было всего 28. Состоялась её персональная выставка в Русском музее, из которой, по сути, вышел этапный проект для Венецианской биеннале. Тогда же свою петербургскую квартиру она превратила в выставочный зал под названием «Объект на районе».
В 2007, 2010 и 2012 годах номинирована на всероссийскую премию в области современного искусства «Инновация», в 2008, 2013 и 2017 годах номинирована на «Премию Кандинского». В 2009 году участница основного проекта 53-й Венецианской биеннале современного искусства.
В 2017, 2018, 2021 годах вошла в Российский инвестиционный художественный рейтинг 49ART, представляющий современных художников в возрасте до 50 лет.
Участница рейтинга «Мне нравится (топ-35)», отмеченные за всю историю рейтинга: 2017—2021 года.
Была замужем за одним из основателей галереи «Экспо-88» Виталием Скворцовым, который умер в 2010 году. Жила и работала в деревне Аринино Московской области.
Умерла 4 июня 2025 года в возрасте 43 лет в Московской области в больнице.

## Работы находятся в собраниях
- Эрмитаж, Санкт-Петербург.
- Третьяковская галерея, Москва.
- Русский музей, Санкт-Петербург.
- Московский музей современного искусства, Москва.
- Государственный центр современного искусства, Москва.
- Музей нонконформистского искусства, Санкт-Петербург.
- Государственный музейно-выставочный центр «РОСИЗО», Москва.
- Новый музей, Санкт-Петербург.
- Фонд V-A-C, Москва.
- Волгоградский музей изобразительных искусств имени И. И. Машкова, Волгоград.
- Мультимедиа-арт-музей, Москва.
- Калининградский областной музей изобразительных искусств, Калининград.
- МБУК «Галерея современного искусства „Красный мост“», Вологда.
- Выставочные залы Москвы, Москва.
- Гридчинхолл, Подмосковье.
- Музей АРТ4, Москва.
- Частное собрание Михаила Корягина (КорАрт), Подольск.
- Коллекция Антона Козлова, Москва.
- Коллекция Сергея Александрова, Москва.
- Коллекция Дениса Химиляйне, Санкт-Петербург.

## Персональные выставки
| - 2001 — «Анина графика». Галерея «Борей», СПб. - 2002 — «FREGIDUS». Творческий союз IFA, СПб. - 2003 — «Цветной грех». Галерея «Expo-88», Москва. - 2003 — «Не подаренный букет». Творческий союз IFA, СПб. - 2003 — «Центр искусств им. Дягилева», СПб. - 2004 — «Желание быть». Галерея при Международном университете, Москва. - 2005 — «Суки и женщины». Центральный Дом художника, Москва. - 2005 — «Творческий кризис». Арт-центр «Пушкинская, 10», СПб. - 2005 — «Кризис присутствия». Галерея «А-3», Москва. - 2005 — «Инвентаризация». Галерея «Expo-88», Москва. - 2006 — «Памятник Девству». Галерея «С-АРТ», Москва. - 2007 — «Музей меня». Галерея «Арт-стрелка», Москва. - 2007 — «Вещь для любви». Московский музей современного искусства, Москва. - 2008 — «Кабинет». Галерея Люда, СПб. - 2008 — «Железная свадьба». Айдан галерея, Москва. - 2009 — «Комнатное растение». Объект на районе, Санкт-Петербург, Россия. - 2009 — «Не тот художник». Science Art Space, Москва, Россия. - 2009 — «Коммуникации». Арсенал, Венецианская биеннале, Венеция. - 2009 — Аня Жёлудь в Русском музее. Государственный Русский музей, Санкт-Петербург, Россия. - 2010 — «Продолжение осмотра». Московский Музей Современного Искусства, Москва. - 2010 — «Хаммер». Галерея Марины Гисич, Санкт-Петербург. - 2010 — «Комнатное растение. Полная версия». Айдан галерея, Москва. - 2011 — «Реквизит». Kunstraum B, Киль, Германия. - 2011 — «Персональное пространство». Galleria Nina Lumer, Милан, Италия. - 2012 — «Последняя выставка». Гридчинхолл, Подмосковье. - 2012 — «Отдам в хорошие руки». Фонд поддержки визуальных искусств «Эра», Москва. - 2013 — «Упражнение», галерея XL, Москва. - 2014 — «Выделенная линия», галерея XL, Москва. - 2014 — «Домашняя археология», Открытая галерея, Москва. - 2014 — «Винтаж», Галерея Expo-88, Москва. - 2016 — «Хуже, чем ничего». Гридчинхолл, Подмосковье. - 2016 — «После зимы», галерея А-3, Москва. - 2016 — «Аня Жёлудь из собраний частных коллекций». Третьяковская галерея, Москва. - 2016 — «Домашний ресурс», 11.12 GALLERY. Москва. - 2017 — «ПОЛ БЕДЫ или Иллюзия быта». Музей АРТ4. Москва. - 2018 — «Блокнот». Музей АРТ4. - 2019 — «Анти-люстра», 11.12 GALLERY. Москва. - 2020 — «Искусство, из которого сделана реальность». PA Gallery, Москва. - 2020 — «Сварка каркасов». Музей архитектуры имени А. В. Щусева, Москва. - 2021 — «Персональное пространство», PA Gallery. Москва. - 2023 — «Другая икона». PA Gallery, Москва. - 2024 — «Универсальная картина». PA Gallery, Москва. - 2025 — «Абзац». PA Gallery, Москва. |

## Основные групповые выставки
| - 2007 — VIII Международная выставка «ДИАЛОГИ». Санкт-Петербург, Россия. - 2007 — «Мастерская`07», проект «Space». Москва, Россия. - 2007 — Фестиваль «Пандус», проект «Невидимые Я». Москва, Россия. - 2007 — «Новый Англеларий». Музей современного искусства. Москва, Россия. - 2008 — «Русское бедное». Пермь, Россия. - 2008 — «Территория чувств». Галерея «Глобус», Санкт-Петербург, Россия. - 2008 — Биеннале молодого искусства «Стой кто идёт?!». Москва (2005, 2008). - 2009 — Nord-art-09. Рейнзбург, Германия (2007, 2008). - 2009 — «20, 30, 40 — Шаг поколений» (Аня Жёлудь «Выставочный план»). Галерея «Красный мост», Вологда, Россия. - 2009 — «Женщина в современном искусстве. О времени и о себе». ГМГС, Санкт-Петербург, Россия. - 2009 — 53-я Венецианская биеннале. Венеция, Италия. - 2010 — «Новый пленэр». группа LOPOUK. Галерея «Красный мост», Вологда, Россия. - 2010 — «Новый декор». ЦСК «Гараж», Москва, Россия. - 2011 — «Врата и двери». Русский музей, Санкт-Петербург, Россия. - 2011 — «Svoboda». Spazio Carbonesi. Болонья, Италия. - 2012 — «Я был здесь!». Открытая галерея, Москва, Россия. - 2016 — «Аланика. Метод эксперимента». Международный симпозиум «Аланика 10» г. Владикавказ, Республика Северная Осетия-Алания, Россия. - 2018 — «Искусство 2000-х». Третьяковская галерея, Москва, Россия. - 2018 — «Russian Art & Antique Fair». Центральный Манеж, Москва. - 2019 — «THIS IS STILL LIFE». CUBE, Москва. - 2020 — «Cosmoscow». Гостиный Двор, Москва. - 2021 — «Здесь и сейчас. Современное искусство на улицах города». Коломенское, Москва, Россия. - 2022 — «Вещь. Пространство. Человек. Искусство второй половины XX — начала XXI века из собрания Третьяковской галереи». Третьяковская галерея, Москва, Россия. - 2023 — «Единицы времени» выставка произведений из коллекции Сергея Александрова. ММОМА на Петровке, Москва. - 2023 — «Зима, и всё опять впервые». Фонд культуры «Екатерина», Москва. - 2024 — «Соткано». Фонд культуры «Екатерина», Москва. - 2024 — «3x5». CUBE, Москва. - 2024 — «АРТ-Москва». Гостиный Двор, Москва. - 2024 — «Квадрат и пространство. От Малевича до ГЭС-2». - 2024 — «Будущее воспоминаний». - 2024 — «Двадцать один длинный, один короткий». - 2025 — «Расположение картин зависит от вкуса. Современное искусство из коллекции Антона Козлова». Мультимедиа-арт-музей. - 2025 — «Коллекция. Точка обзора» — «В шкафу». ММОМА в Ермолаевском, Москва. |